# Wolfgang Lüth
Wolfgang Lüth, nemški pomorski častnik, kapitan in podmorniški as, * 15. oktober 1913, Riga, Latvija, † 13. maj 1945, Flensburg-Mürwik, Nemčija.
Wolfgang Lüth je drugi najuspešnejši nemški podmorniški as druge svetovne vojne. Bojeval se je v več različnih podmornicah, kasneje pa je bil poveljnik pomorske akademije v Mürwiku. Le nekaj dni po koncu vojne ga je zaradi nesporazuma ustrelil stražar pred vhodom v akademijo. 

## Napredovanja
- Seekadett (25. september 1933)
- Fähnrich zur See (1. julij 1934)
- Oberfähnrich zur See (1. april 1936)
- Poročnik (1. oktober 1936)
- Nadporočnik (1. junij 1938)
- Kapitanporočnik (1. januar 1941)
- Kapitan korvete (1. april 1943)
- Kapitan fregate (1. avgust 1944)
- Kapitan (1. september 1944)

## Odlikovanja
- 1939 železni križec II. razreda (25. januar 1940)
- 1939 železni križec I. razreda (15. maj 1940)
- viteški križ železnega križa (24. oktober 1940)
- viteški križ železnega križa s hrastovimi listi (13. november 1942)
- viteški križ železnega križa s hrastovimi listi in meči (15. april 1943)
- viteški križ železnega križa s hrastovimi listi, meči in diamanti (9. avgust 1943)

## Poveljstva podmornic
| Podmornica | Trajanje                              | Vojne patrulje | Dni na morju |
| ---------- | ------------------------------------- | -------------- | ------------ |
| U-13       | 16. december 1939 – 28. december 1939 | /              | /            |
| U-9        | 30. december 1939 – 10. junij 1940    | 6              | 68           |
| U-138      | 27. junij 1940 – 20. oktober 1940     | 2              | 27           |
| U-43       | 21. oktober 1940 – 11. april 1942     | 5              | 199          |
| U-181      | 9. maj 1942 – 31. oktober 1943        | 2              | 333          |

## Podmorniške zmage
- potopljene:

- 46 ladij (skupaj 225.204 BRT)
- 1 bojna ladja (552 t)

- poškodovane:

- 2 ladji (skupaj 17.343 BRT)